# Фридрих фон Золмс-Барут (1853–1920)
Фридрих II Херман Йохан Георг фон Золмс-Барут (на немски: Friedrich II. Hermann Johann Georg von Solms, 2. Fürst zu Solms-Baruth; * 24 юни 1853 в Берлин; † 31 декември 1920 в Кличдорф, в Полша) е 2. княз на Золмс-Барут, немски политик, член на „Пруския херенхауз“, пруски генерал-лейтенант.
Той е син на първия княз Фридрих фон Золмс-Барут (1821 – 1904) и първата му съпруга графиня Розали Телеки де Сцек (1818 – 1890), дъщеря на Ференц Телеки де Сцек (1787 –1861) и баронеса Ерцзебет Банфи де Лосонкц (1794 – 1853). Баща му се жени втори път 1891 г. за Анна Хедвиг фон Клайст (1829 – 1920), вдовица на Юлиус фон дер Декен († 1867), дъщеря на граф Едуард фон Клайст, фрайхер цу Цютцен (1795 – 1852) и графиня Луиза фон Хохберг, фрайин цу Фюрстенщайн (1804 – 1851).
Княз Фридрих фон Золмс-Барут работи като чиновник и военен. През 1899 г. той е оберст-кемерер в двора на кайзер Вилхелм II, също канцлер на Ордена на Черния орел. От 1897 до 1918 г. той е императорски комисар и военен инспектор на „Доброволните грижи за болните“ при армията на фронта. В пруската армия той накрая е генерал-лейтенант.
Фридрих II Херман фон Золмс-Барут умира на 67 години на 31 декември 1920 г. в Кличдорф в Полша.

## Фамилия
Фридрих II Херман фон Золмс-Барут се жени на 10 септември 1881 г. във Фюрстенщайн за графиня Луиза фон Хохберг, фрайин фон Фюрстенщайн (* 29 юли 1863, Плес; † 7 май 1938, Кличдорф), дъщеря на херцог Ханс Хайнрих XI фон Хохберг, 2. княз на Плес, граф фон Хохберг (1833 – 1907) и Мария фон Клайст (1828 – 1883). Те имат пет деца:
- Роза Мари Берта Луиза (* 8 юни 1884, Кличдорф; † 12 юни 1945, Тилзен, Алтмарк), омъжена на 10 септември 1903 г. в Кличдорф за 3. княз Ото II фон Залм-Хорстмар (* 23 септември 1867; † 2 март 1941), син на Рейнграф и 2. княз Ото I фон Залм-Хорстмар (1833 – 1892) и графиня Емилия фон Липе-Бистерфелд (1841 – 1892)
- Фридрих III Херман Хайнрих Кристиан (* 25 март 1886, Кличдорф; † 12 септември 1951, Виндхук, Африка), княз, участва в заговора от 20 юли 1944, женен на 1 август 1914 г. в Потсдам за принцеса Аделхайд фон Шлезвиг-Холщайн (* 19 октомври 1889; † 11 юни 1964), дъщеря на херцог Фридрих Фердинанд фон Шлезвиг-Холщайн-Зондербург-Глюксбург, племенница на германската императрица Августа Виктория (1858 – 1921), съпругата на кайзер Вилхелм II.
- Херман Франц (* 11 октомври 1888, Кличдорф; † 7 май 1961, Екарт при Верфен, Ланд Залцбург), граф, женен на 29 март 1913 г. в Плес за графиня Анна фон Хохберг, фрайин цу Фюрстенщайн (* 24 февруари 1888, Плес; † 13 ноември 1966, Залцбург), полусестра на майка му, дъщеря на 2. княз и херцог Ханс Хайнрих XI фон Хохберг (1833 – 1907) и Матилда Урсула цу Дона-Шлобитен (1861 – 1943)
- Ханс Георг Едуард (* 3 април 1893, Кличдорф; † 9 октомври 1971, Залцбург), граф, женен на 27 май 1920 г. в Глюксбург за принцеса Каролина-Матилда фон Шлезвиг-Холщайн (* 11 май 1894; † 22 януари 1972), сестра на съпругата на брат му Фридрих III
- Йохан-Георг Ото (* 15 май 1896, Кличдорф; † 9 ноември 1973, Бремен), граф